# بريد المغرب
بريد المغرب شركة عمومية تنشط في البريد والارساليات والبريد الرقمي والخدمات المالية في المغرب. المؤسسة ذات استقلالية مالية خاضعة لوصاية الحكومة المغربية وأنشئت سنة 1998 على إثر فصل قطاعي البريد والاتصالات. تحولت المؤسسة منذ أغسطس 2010 إلى شركة مساهمة.

## التاريخ

### البدايات زمن الحسن الأول
يعود تاريخ وجود بريد المغرب إلى زمن السلطان العلوي الحسن الأول الذي دعم تنظيم قطاعات متفرقة ومختلفة وصيانتها من قبل الأجانب على وجه الخصوص. أعطى السلطان سنة 1892 أوامره إلى ضباط الموانئ قصد تنظيم الخدمة البريدية المغربية. شملت هذه المنظمة 13 مدينة مغربية كانت متصلة بواسطة خطوط تحددها مجموعة من الطوابع البريدية.

### فترة الحماية
أصبحت الشركة المغربية للتلغراف في 1911 المسؤولة عن تنظيم الخدمات البريدية الوطنية، حيث أقرت استخدام الطوابع البريدية بدلا من الطوابع العادية. ثم بدأت الشركة نشاطها في 1912 لكن هذه المرة تحت اسم "الإدارة الشريفية للبريد، التلغراف والهاتف"، والتي سوف تصدر أول طابع مغربي؛ كان ذلك في 22 ماي من العام 1912.

### بعد الاستقلال
أصبحت الخدمات البريدية والاتصالات السلكية واللاسلكية بعد الاستقلال تحت وصاية وزارة البريد، التلغراف والهاتف (التي تُعرف اختصارا بـ DPI) حتى عام 1998. أصبحت بعد ذلك مؤسسة عامة ذي صبغة مغربية، خاصة بعد تنفيذ القانون 24-96 وفصل قطاعي البريد والاتصالات السلكية واللاسلكية.

## اليوم
أصبح بريد المغرب شركة متعددة الخدمات تُقدم العديد من الخدمات في مجالات البريد السريع والخدمات المالية. وفي 2010، وبعدما أصبحت الشركة لها ثقل في القطاع المصرفي قرر إنشاء شركة تابعة لها تحت اسم البريد بنك. وفي تشرين الثاني/نوفمبر من العام 2011، أصبحت شركة عامة محدودة.
بلغ عدد الموظفين في مجموعة بريد المغرب إلى غاية سنة 2018 حوالي 9088 موظف.

## الرؤساء السابقين
- محمد واكريم (1998 - 15 فبراير 2006)
- أنس العلمي (15 فبراير 2006 - 5 أكتوبر 2009)
- أحمد أمين بنجلون (5 أكتوبر 2009 - حاليا)

## الأنشطة
تقوم الشركة بالعديد من الأنشطة، لعل أبرزها:
- معالجة الخدمات البريدية الوطنية والدولية
- جمع المدخرات من خلال باقي البنوك في المغرب
- إدارة خدمة الحسابات البنكية البريدية والشيكات
- إدارة شبكة من مكاتب البريد التي توزع، بالإضافة إلى المنتجات المالية وشركات التأمين التابعة

## الشركات والعلامات التجارية التابعة
لبريد المغرب الكثير من الشركات والعلامات التجارية التابعة لها.

### البريد بنك
شرع البريد بنك في العمل منذ يونيو 2010 كذراع بنكي لمجموعة بريد المغرب، وهو شركة ذات مجلس إدارة جماعية وذات مجلس مراقبة. ويتوفر على أكبر تغطية وكالات باحتساب شبكة مكاتب بريد المغرب التي تجاوزت 1800 سنة 2019، ويهدف نشاطه إلى رفع نسبة الاستبناك (ولوجية الخدمات المصرفية) خصوصا لدى الفئات الاجتماعية ذات الدخل المحدود.

### أمانة
يقدم بريد المغرب تحت العلامة التجارية أمـانـة عرض لنشاط الإرساليات من خلال ثلاثة منتوجات رئيسية:
- أمانة للإرساليات الوطنية: خدمة إرساليات تتضمن جمع الطرود ونقلها وتسليمها في المغربي.
- أمانة الدولية: خدمة إرساليات دولية سريعة تمكن من تسليم الطرود في جميع أنحاء العالم.
- أمانة للنقل: لإرساليات البضائع في حزم

مجتمعة أو شاحنات مخصصة.
- الشركة المغربية للنقل والتوزيع.

## معرض الصور

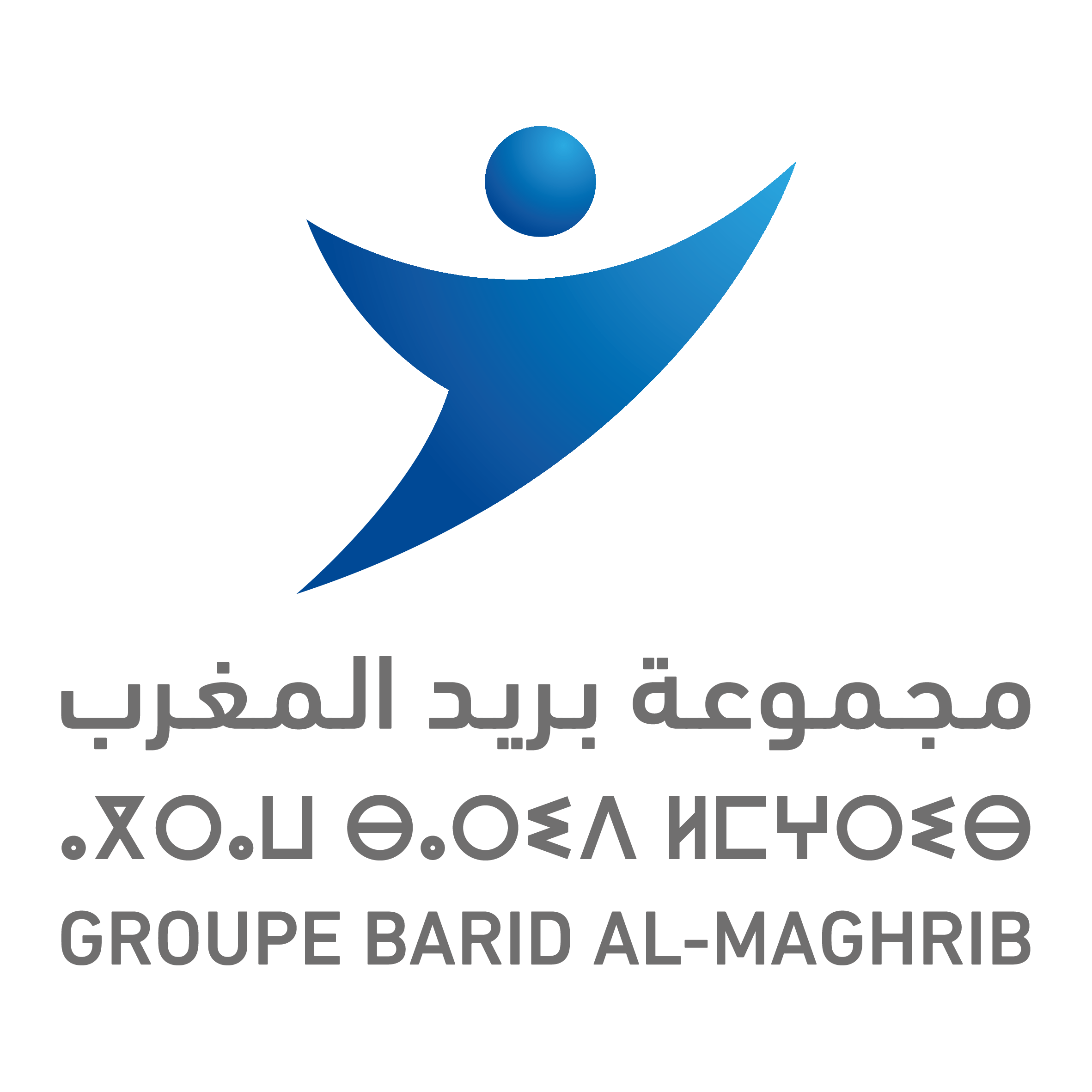
العلامة التجارية لمجموعة بريد المغرب
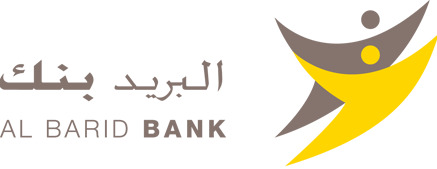
العلامة التجارية للبريد بنك
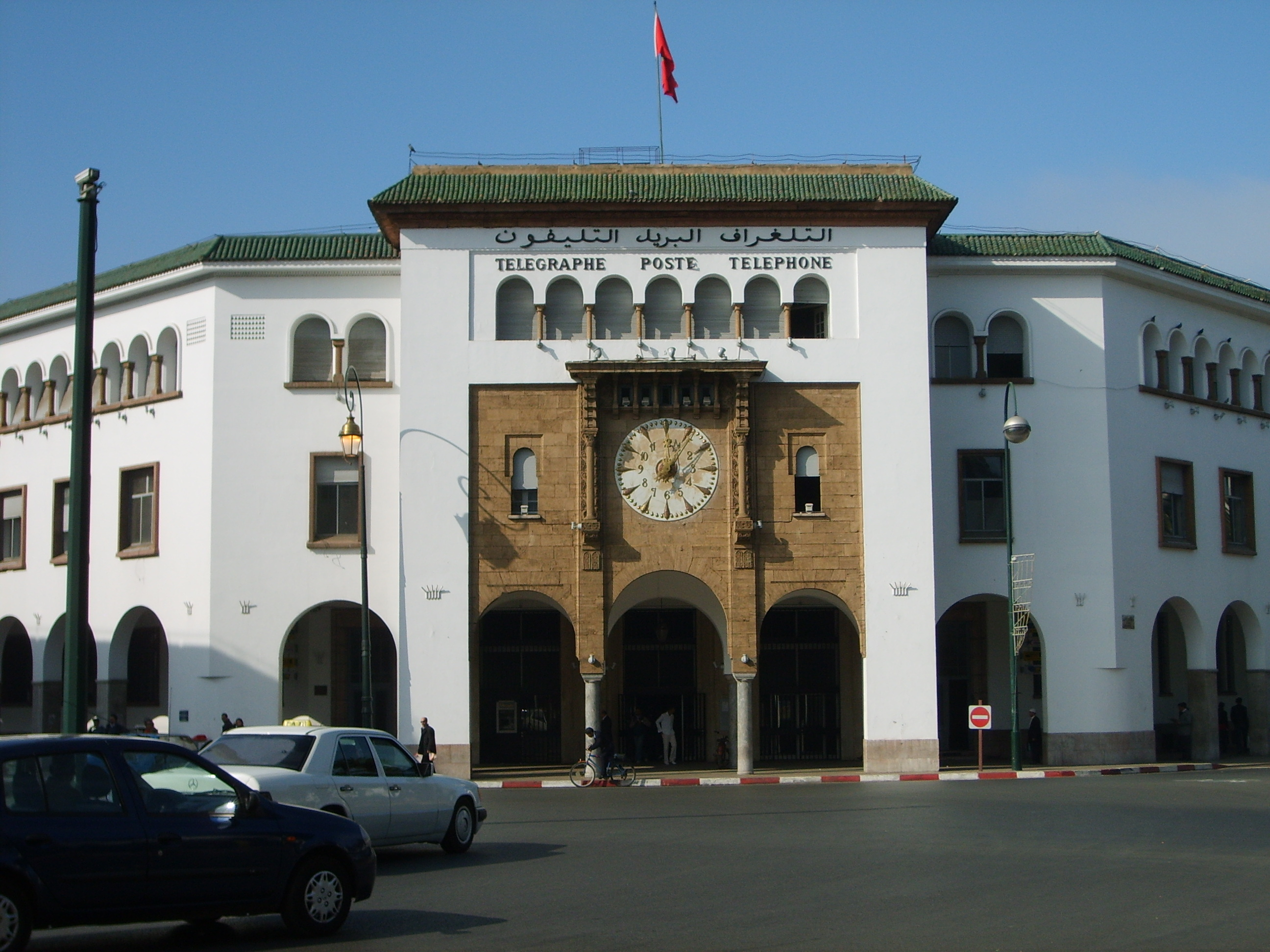
مبنى مكتب البريد المركزي في العاصمة الرباط
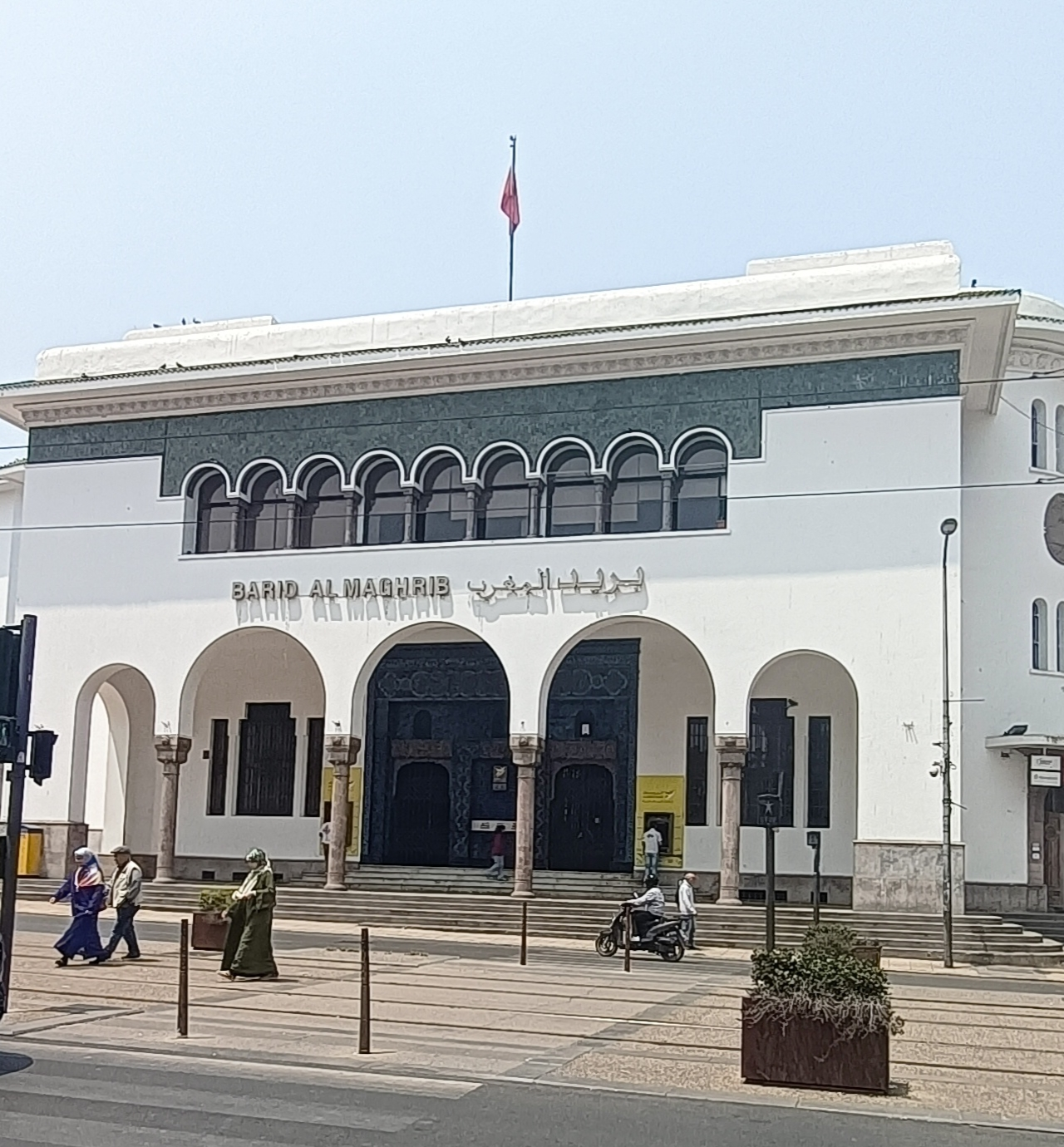
مبنى فرع مكتب البريد بمدينة الدار البيضاء
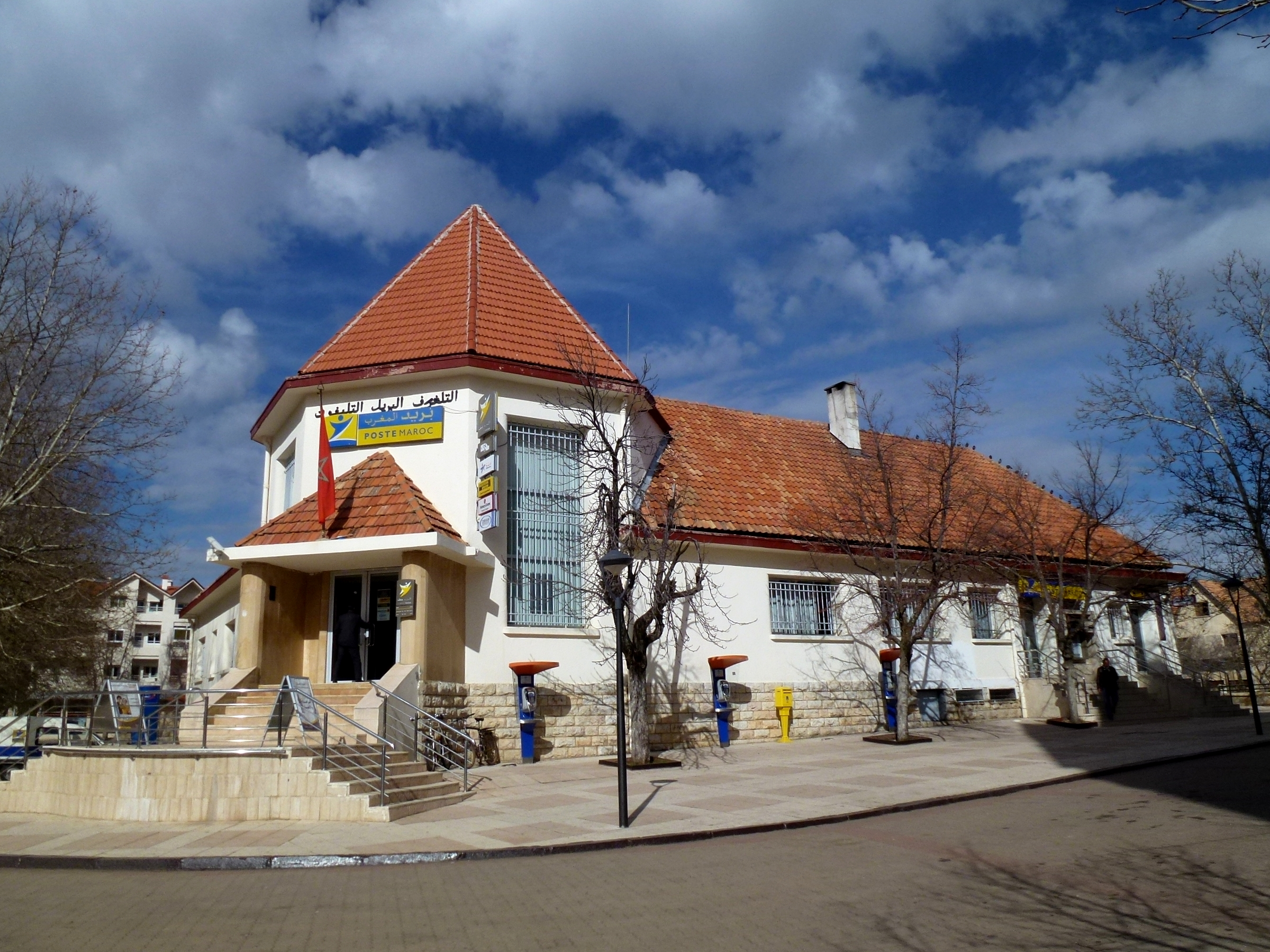
مبنى فرع مكتب البريد بمدينة إفران
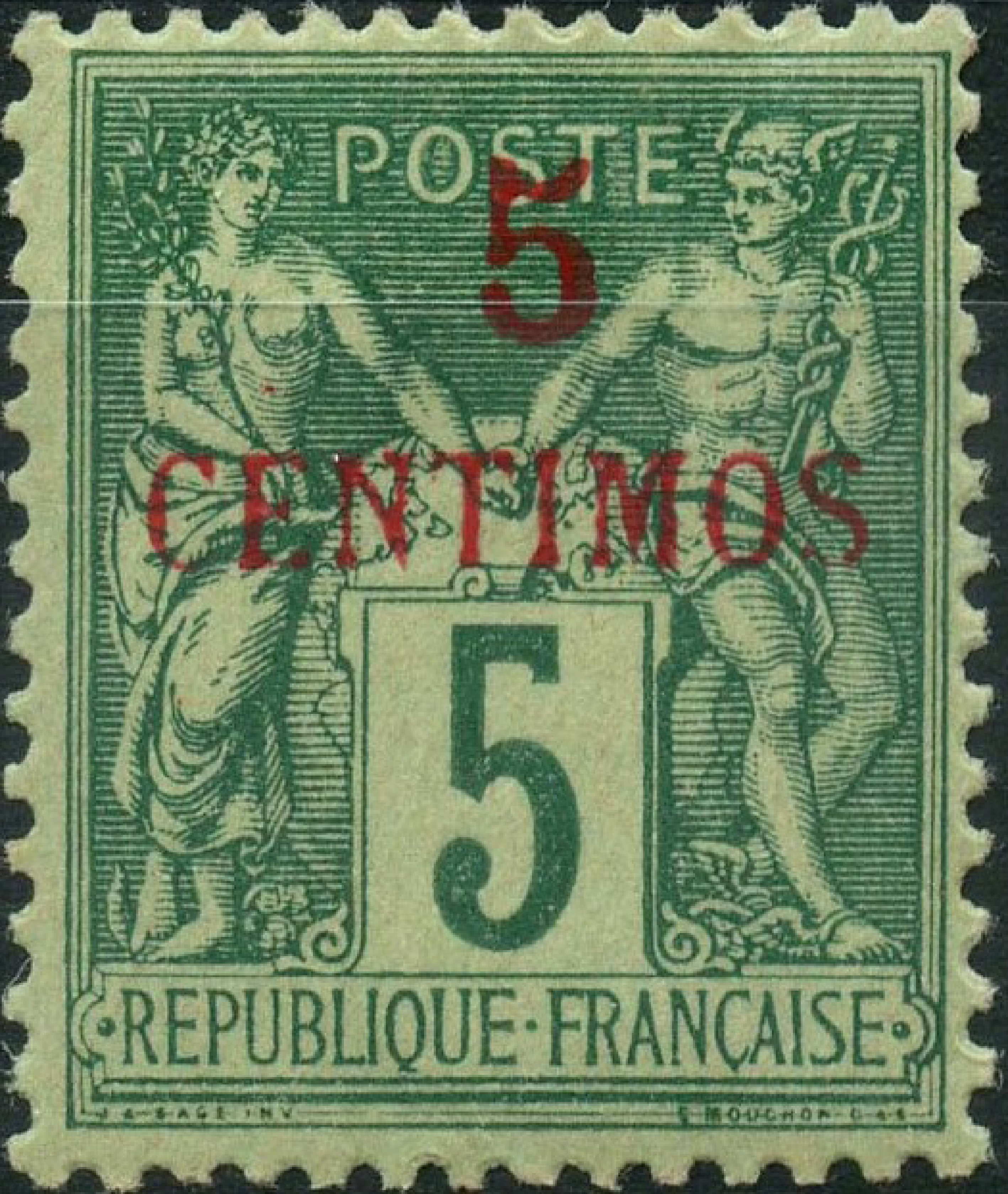
طابع بريدي يعود لسنة 1891 لمكتب البريد الفرنسي بالمغرب
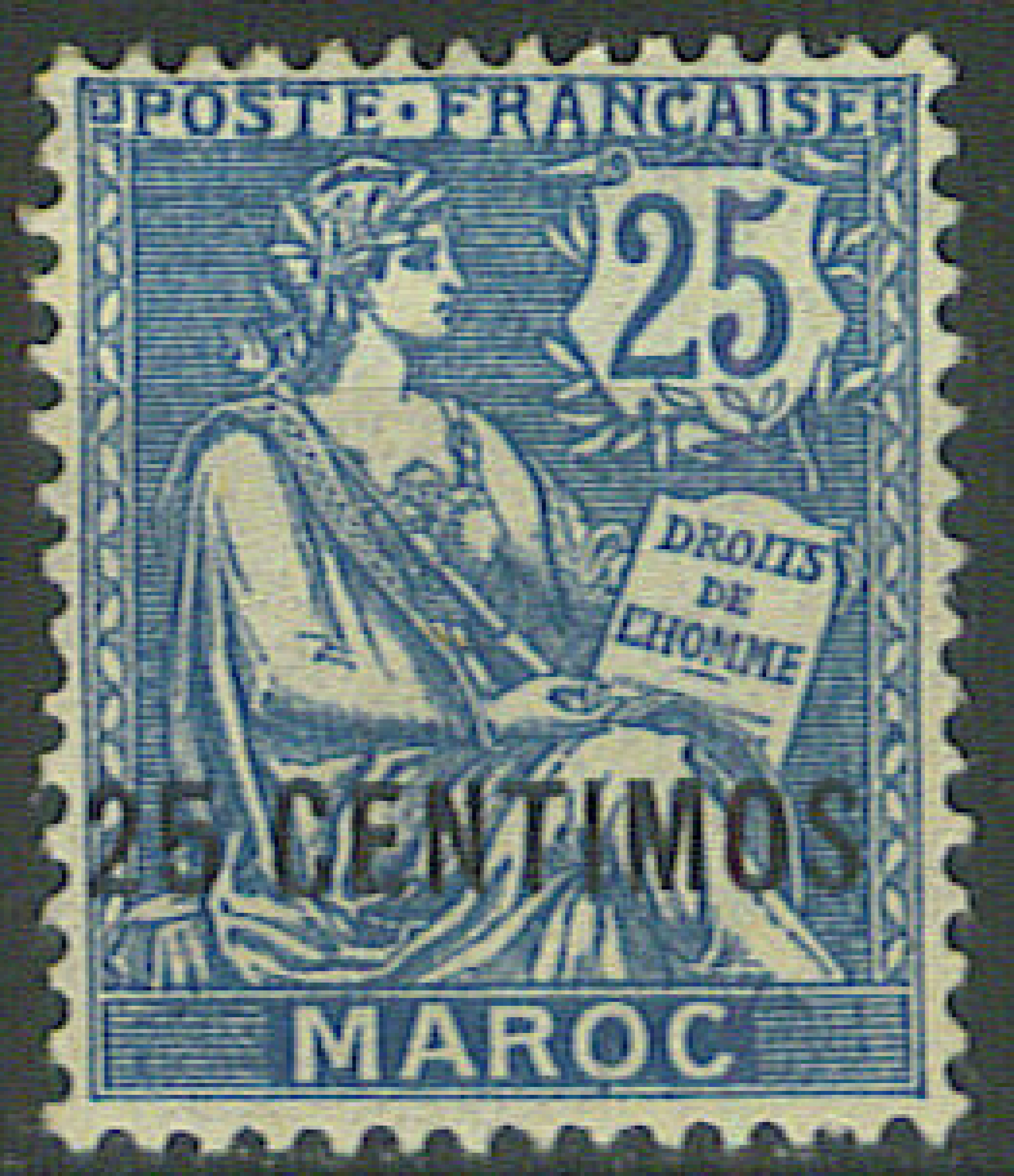
طابع بريدي يعود لسنة 1902 لمكتب البريد الفرنسي بالمغرب

## وصلات خارجية
- الموقع الرسمي لبريد المغرب